# (1986) Plaut
(1986) Plaut est un astéroïde de la ceinture principale, découvert le 28 septembre 1935 par Hendrik van Gent à l'observatoire de l'Union à Johannesburg.